# Ейлмър (езеро)
Езерото Ейлмър (на английски: Aylmer Lake) е 7-о по големина езеро в Северозападни територии на Канада. Площта му, заедно с островите в него е 847 км2, която му отрежда 49-о място сред езерата на Канада. Площта само на водното огледало без островите е 809 km². Надморската височина на водата е 375 m.
Езерото се намира в североизточната част на Северозападните територии на Канада, на около 130 km североизточно от залива Маклауд на Голямото Робско езеро, между езерата Маккей на запад и Клинтън-Колдън на изток, като с последното го свързва широк проток и двете езера се на една и съща надморска височина. Формата на езерото наподобява обърната буква „Т“, като западният ръкав е дълъг 35 km, източният – 26 km, а северният – 37 km.
Ейлмър има силно разчленена брегова линия, с множество заливи, полуострови, канали и острови с площ от 38 km².
През езерото от запад на изток протича река Локхарт, която след като премине през езерата Клинтън-Колдън и Артилери се влива в залива Маклауд на Голямото Робско езеро.
Първоначалното откриване на езерото според общоприетата версия се приписва на Самюъл Хиърн, служител на компанията „Хъдсън Бей“ през 1771 г. по време на похода му на север към река Копърмайн.
Вторичното, истинско откриване на Ейлмър е извършено на 24 август 1833 г. от английския военен моряк и пътешественик Джордж Бак.